# Майкъл Суонуик
Майкъл Дженкинс Суонуик (на английски: Michael Jenkins Swanwick) е американски писател на научна фантастика.

## Биография и творчество
Роден на 18 ноември 1950 г. в Скенектади, щат Ню Йорк и е завършил колеж. След тома работи в центъра за изследване на соларната енергия.
След 1980 г. се занимава професионално с литература. Неговият първи разказ – „Mummer Kiss“, който излиза през 1979 г. Първият му роман – „In the Drift“ излиза през 1985 г. С излизането на тези първи свои произведения Майкъл Суонуик става изключително популярен в САЩ и всеки следващ негов роман се превръща в литературно събитие.
Неговите произведения се считат за междинни между „твърдата“ фантастика и киберпънка.